# Comermena
Comermena és un mas al disseminat de Sant Martí Sescorts al terme municipal de l'Esquirol (Osona). Disposa de l'oratori dels Dolors.

## Arquitectura
Masia de grans dimensions i d'estructura complexa. Presenta un cos amb forma rectangular cobert a quatre vessants. A l'extrem dret de llevant hi ha un portal d'arc rebaixat format per dovelles des d'on s'accedeix a la lliça de la casa, la qual és tancada per diverses dependències agrícoles i amb una torre coberta a dues vessants a l'extrem S.E. Damunt el portal d'entrada i mirant vers a migdia s'hi obren uns porxos que donen a la lliça. L'edificació mostra diferents nivells de construcció i diverses etapes constructives. És construïda amb pedra, tàpia i arrebossada al damunt. L'estat de conservació és mitjà.

## Història
Aquest mas no el trobem registrat en els fogatges del segle xvi en canvi pels documents que en guarden els propietaris sabem que per aquestes dates la pubilla del mas Comermena s'uní amb un hereu del mas Masgrau de Savassona, unint així dos grans patrimonis que encara avui resten units: La Frontera (Calldetenes), Can Soca (Sant Martí de Riudeperes), El pont de Malafogassa de Sant Sadurní d'Osormort per part de Masgrau i Santa Margarida de Vilaseca, Masrubí, el Güell i la Torre (Olost) per part de Comermena. El mas fou molt reformat cap al segle xix, quan es construí la capella, aleshores n'era propietari Francisco Torra i Comarmena.